# Ooia
Ooia S.Y. Wong & P.C. Boyce – rodzaj roślin zielnych z rodziny obrazkowatych, obejmujący 2 gatunki: Ooia grabowskii (Engl.) S.Y. Wong & P.C. Boyce i Ooia kinabaluensis (Bogner) S.Y. Wong & P.C. Boyce, endemiczne dla Borneo, zasiedlające nizinne i górskie lasy deszczowe, gdzie występują wzdłuż strumieni i wodospadów, na wysokości od 50 do 2300 m n.p.m. Oba gatunki Ooia są reofitami, rzadziej litofitami lub roślinami naziemnymi (O. kinabaluensis). Nazwa naukowa rodzaju została nadana na cześć studenta Uniwersytetu Malezyjskiego w Sarawaku, Ooi Im Hin, w uznaniu jego wkładu w badanie biologii zapylania roślin z plemienia Schismatoglottideae.

## Morfologia
PokrójMałe do średniej wielkości wiecznie zielone rośliny zielne.
ŁodygaWzniesiona do płożącej, zwykle mniej lub bardziej zwarta.
LiścieRośliny tworzą kilka liści na ogonkach tworzących krótką pochwę z długim, trójkątnym języczkiem. Blaszki liściowe podłużno-lancetowate do eliptycznych lub odwrotnie lancetowatych, skórzaste, o klinowatej nasadzie, zakończone rurkowatym kończykiem. Użyłkowanie pierwszorzędowe pierzaste, zbiegające się do żyłki marginalnej. Nerwacja dalszego rzędu równoległo-pierzasta.
KwiatyRośliny jednopienne, tworzące pojedynczy kwiatostan typu kolbiastego pseudancjum, wpierw ortotropowy, później kampylotropowy, a w czasie kwitnienia anatropowy. Pęd kwiatostanowy dłuższy od ogonka liściowego lub równej długości. Pochwa kwiatostanu eliptyczna, nie zwężona, trwała, różowa, delikatnie rozchylająca się w okresie kwitnienia, o zaostrzonym wierzchołku. Kolba siedząca lub osadzona na krótkiej szypule, zrośniętej z pochwą, tępo zakończona. Niekiedy u nasady kolby rozwijają się prątniczki. Strefa kwiatów żeńskich cylindryczna. Słupki wolne, zalążnie jednokomorowe, zawierające wiele zalążków na 2–4 bazalnych łożyskach. Znamiona słupków siedzące lub osadzone na krótkiej szyjce, zwykle szerokości zalążni, tworzące mniej więcej zwartą powierzchnię. Cylindryczny do eliptycznego odcinek kwiatów męskich położony jest bezpośrednio po odcinku pokrytym kwiatami żeńskimi. Pręciki stłoczone, drobno włoskowate lub brodawkowate. Główki pręcików ścięte. Pylniki podłużno-eliptyczne, otwierające się przez szczytowy otworek. Pyłek eliptyczny, bezotworkowy.
OwoceOwocostan składa się z wolnych, jajowatych do niemal cylindrycznych, małych, zielonych jagód. Nasiona podłużno-elipsowate do cylindrycznych, żeberkowane, bielmo obfite, zarodek wydłużony.
Gatunki podobnePrzedstawiciele rodzaju Piptospatha, od których różnią się przede wszystkim trwałymi pochwami kwiatostanowymi (w przypadku Piptospatha górna część pochwy odpada po przekwitnięciu).

## Systematyka
Rodzaj Ooia, na podstawie wyników badań filogenetycznych, został w 2010 roku wyodrębniony z rodzaju Piptospatha.
Rodzaj ten należy do plemienia Schismatoglottideae, podrodziny Aroideae w rodzinie obrazkowatych.